# Matthias Behr
Matthias Behr (ur. 1 kwietnia 1955 w Tauberbischofsheim) – niemiecki szermierz, florecista reprezentujący RFN, wielokrotny medalista igrzysk olimpijskich i mistrzostw świata.
Na igrzyskach olimpijskich w Montrealu w 1976 roku reprezentacja RFN w składzie: Thomas Bach, Harald Hein, Klaus Reichert, Matthias Behr i Erk Sens-Gorius zwyciężyła w turnieju drużynowym. Indywidualnie zajął trzynaste miejsce. Na rozgrywanych osiem lat później igrzyskach olimpijskich w Los Angeles wywalczył indywidualnie srebrny medal, przegrywając w finale z Włochem Mauro Numą 11:12. Na tej samej imprezie wspólnie z Haraldem Heinem, Mathias Geyem, Klausem Reichertem i Frankiem Beckiem zdobył srebrny medal w zawodach drużynowych. Brał również udział w igrzyskach olimpijskich w Seulu w 1988 roku, razem z Mathiasem Geyem, Thorstenem Weidnerem, Ulrichem Schreckiem i Thomasem Endresem zdobywając kolejny srebrny medal. W rywalizacji indywidualnej zajął tym razem 19. miejsce.
Podczas mistrzostw świata w Grenoble w 1974 roku wspólnie z Thomasem Bachem, Haraldem Heinem, Klausem Reichertem i Thomasem Jägerem zdobył srebrny medal w zawodach drużynowych. W rywalizacji drużynowej reprezentacja RFN z Behrem w składzie zdobywała następnie złote medale na mistrzostwach świata w Buenos Aires (1977), mistrzostwach świata w Wiedniu (1983) i mistrzostwach świata w Lozannie (1987), srebrne podczas mistrzostw świata w Barcelonie (1985) i mistrzostw świata w Sofii (1986) oraz brązowe podczas mistrzostw świata w Melbourne (1979) i mistrzostw świata w Clermont-Ferrand (1981). Ponadto na mistrzostwach świata w Lozannie w 1987 roku zdobył srebrny medal indywidualnie, przegrywając w finale z Mathiasem Geyem.
W 1982 stał się mimowolnym sprawcą śmierci Władimira Smirnowa (mistrza olimpijskiego z IO 1980). 19 lipca zmierzyli się na planszy w turnieju mistrzostw świata w Rzymie. Niemiec wykonał pchnięcie, ostrze przebiło maskę i wbiło się mózg Smirnowa. Radziecki szermierz zmarł kilka dni później. Po tym wypadku podwyższono wymogi bezpieczeństwa na szermierczej planszy.
Jego brat Reinhold Behr, i żona Zita Funkenhauser, także byli szermierzami.

## Starty olimpijskie (medale)
Montreal 1976
- floret drużynowo –  złoto

Los Angeles
- floret indywidualny –  srebro
- floret drużynowo –  srebro

Seul 1988
- floret drużynowo –  srebro